# Pendul de torsiune
Un pendul de torsiune este format dintr-un corp solid atârnat de un fir care poate efectua mișcări de oscilație prin torsiunea firului de suspensie.

## Ecuația de mișcare
Dacă se neglijează frecarea, mișcarea pendulului de torsiune în funcție de timpul t poate fi descrisă de ecuația:
{\displaystyle I{\frac {d^{2}\,\alpha }{dt^{2}}}-K\,\alpha =0}
unde: α este unghiul poziției momentane, I este momentul de inerție al corpului față de axa de torsiune, iar K este coeficientul de torsiune al firului, definit de relația:
{\displaystyle K\,\alpha =M}
unde: M este momentul de torsiune când partea de jos a firului este rotită cu unghiul α.
Soluția ecuației diferențiale de mai sus este:
{\displaystyle \alpha =A\,\sin \left({\sqrt {\frac {K}{I}}}t\right)}
Perioada oscilațiilor pendulului de torsiune este dată de relația:
{\displaystyle T=2\pi {\sqrt {\frac {I}{K}}}}

## Exemple de construcții
Exemple de aparate care se construiesc pe baza pendulului de torsiune:
- Balanță de torsiune, folosită la măsurători gravitaționale, foarte sensibilă.
- Pendul magnetic, folosit la măsurători de magnetism. Aici corpul este un ac magnetic sau o bară magnetică. Perioada oscilației acestui pendul la amplitudini mici este:

{\displaystyle T=2\pi {\sqrt {\frac {I}{m_{m}\,H+K}}}}
unde: mm este momentul magnetic al corpului, H este componenta orizontală a câmpului magnetic pământesc.